# コーリー・ウットン
コーリー・ウットン（Corey Wootton 1987年6月22日- ）はニュージャージー州ラザフォード出身の元アメリカンフットボール選手。現役時代のポジションはディフェンシブエンド。

## 経歴
大学進学時には、コネチカット大学、ルイビル大学、ノースカロライナ州立大学からもオファーを受けたがノースウェスタン大学へ進学した。2005年には3試合に出場した後、首の負傷でシーズンを棒に振った。2006年にはチームのサックリーダーとなった。2008年には10サックをあげてビッグ・テン・カンファレンスのファーストチームに選ばれた。
2010年のNFLドラフト前には高い評価を受けていたが、4巡でシカゴ・ベアーズに指名されて入団した。その年12月20日のミネソタ・バイキングス戦で初サックをあげた。このプレーで相手QBのブレット・ファーヴは脳震盪を起こし負傷退場した。これがファーヴの現役最後のプレーとなった。
2012年の第6週、ジャクソンビル・ジャガーズ戦では2サック、1ファンブルフォースの活躍を見せた。第9週のテネシー・タイタンズ戦ではパントブロックされたボールをリターンTDしている。この年7試合の先発出場を含む全16試合に出場し、7サックをあげた。
2013年、ヘンリー・メルトン、ネイト・コリンズが負傷したため、第5週のニューオーリンズ・セインツ戦ではディフェンシブタックルでプレーした。この年3.5サック、35タックルをあげた。
2014年3月20日、ミネソタ・バイキングスと1年契約を結んだ。